# Baca megye
Baca megye az Amerikai Egyesült Államokban, azon belül Colorado államban található. Megyeszékhelye és legnagyobb városa Springfield. Lakosainak száma 3506 fő (2020. április 1.). Baca megye Prowers, Stanton, Morton, Cimarron, Union, Las Animas és Bent megyékkel határos.

## Népesség
A megye népességének változása:
| Lakosok száma | 3787 | 3809 | 3761 | 3682 | 3615 | 3506 |
|               | 2010 | 2011 | 2012 | 2013 | 2015 | 2020 |